# Rictichneumon boghariensis
Rictichneumon boghariensis är en stekelart som först beskrevs av Maurice Pic 1902.  Rictichneumon boghariensis ingår i släktet Rictichneumon och familjen brokparasitsteklar. Inga underarter finns listade i Catalogue of Life.